# Gustav Hundt
Gustav Hundt (27 de septiembre de 1894 - MIA 21 de abril de 1945) fue un general en la Wehrmacht de la Alemania Nazi durante la II Guerra Mundial que comandó varias divisiones. Fue condecorado con la Cruz de Caballero de la Cruz de Hierro. Hundt desapareció cerca de Troppau, Checoslovaquia, el 21 de abril de 1945. Fue oficialmente declarado muerto el 7 de junio de 1950 con la fecha de su presunta muerte el 21 de abril de 1945.

## Condecoraciones
- Cruz Alemana en Oro el 15 de diciembre de 1941 como Oberstleutnant en el Artillerie-Regiment 30[2]
- Cruz de Caballero de la Cruz de Hierro el 15 de abril de 1945 como Generalleutnant y comandante de la 1. Ski-Jäger-Division[3]